# Kekiktuk River
Der Kekiktuk River ist ein 36 km langer rechter Nebenfluss des Sadlerochit River im Bereich der North Slope im Nordosten des US-Bundesstaats Alaska. Vom Ursprung des Carnivore Creek gemessen beträgt die Gesamtflusslänge 62 km.

## Verlauf
Der Kekiktut River hat seinen Ursprung in dem 852 m hoch gelegenen Gebirgssee Lake Peters in den Franklin Mountains, ein Gebirgszug der Brookskette. Auf seinen ersten 700 m bildet der Kekiktuk River den Abfluss zum nördlich benachbarten See Lake Schrader. Der Kekiktuk River verlässt den Lake Schrader an dessen nordöstlichen Seeufer und fließt 15 km nach Nordosten. Anschließend wendet er sich nach Norden und umfließt westlich einen Hügel, bevor er schließlich in den nach Osten strömenden Sadlerochit River mündet.

## Einzugsgebiet
Der Kekiktuk River entwässert ein 583 km² großes Gebiet im Norden der Brookskette. Es befindet sich innerhalb der Arctic National Wildlife Refuge. Das Einzugsgebiet umfasst mehrere kleinere Gletscher, die sich jedoch in den letzten Jahren zurückzogen. Im Osten grenzt es an das Einzugsgebiet des Hulahula River, im Süden und im Südwesten an das des Canning River sowie im Nordwesten an das des oberstrom gelegenen Sadlerochit River.

## Namensgebung
Der Flussname leitet sich von dem Eskimo-Wort "kikiktak" mit der Bedeutung „Insel“ ab. Der Flussname wurde 1919 von Leffingwell gemeldet.